# 5 cm PaK 38
5 cm Pak 38 (5 cm Panzerabwehrkanone 38 – 50 mm działo przeciwpancerne wzór 38) to niemiecka armata przeciwpancerna kalibru 50 mm opracowana w 1938 i używana w okresie II wojny światowej. Przebijalność pancerza z 500 m: od 57 do 76 mm w zależności od rodzaju amunicji.
W 1937 roku wytwórnia Rheinmetall-Borsig dostarczyła pierwszy prototyp początkowo oznaczony jako 5cm TaK. Model ten miał nietypową modyfikację w postaci stabilnej platformy strzeleckiej w postaci podstawy pomiędzy kołami, która mogła być składana. W 1938 roku przedstawiony kolejny model, z hamulcem wylotowym na końcu lufy i bez opisanej wyżej podstawy.
Weszła do służby w wojskach niemieckich pod koniec 1940 roku. Po rozpoczęciu inwazji na ZSRR rozpoczęto produkcję amunicji Panzergranate 40 z rdzeniem z wolframu, ponieważ tylko takie pociski mogły przebijać pancerze radzieckich czołgów T-34 i KW. Po wyczerpaniu zapasów wolframu skuteczność armaty 5 cm Pak 38 jako broni przeciwpancernej dramatycznie spadła. Pomimo że później była sukcesywnie zastępowana nowszymi typami armat, to na wyposażeniu armii niemieckiej pozostała do końca wojny.
W początkowej fazie operacji Barbarossa na lawetach 5 cm Pak 38 umieszczano francuskie zdobyczne działo mle 1897, ta budowana ad hoc armata przeciwpancerna otrzymała oznaczenie 7,5 cm Pak 97/38.